# Šuma
Šuma je životna zajednica drveća, grmlja i šumskih životinja. Smatra se savršenom ekološkom tvornicom, ali i idealnim staništem za brojni živi svijet i blagodat za čovjeka. Šume se razlikuju s obzirom na klimu, vrstu tla i reljef.
Ljudi su krčili šume da bi napravili prometnice, naselja i sl. Ljeti postoji rizik od pojave šumskog požara, nakon čega se treba obaviti pošumljavanje. 
Koristeći isključivo prirodne sirovine – ugljikov dioksid i vodu, kao izvor energije isključivo sunčevu energiju, u stanju je proizvesti znatne količine biomase (drva, lišća), uz proizvodnju kisika. Šuma zadržava znatne količine prašine iz zraka, povoljno utječe na kruženje vode u prirodi, kao i na atmosferske prilike (vremenske i klimatske), a služi i kao odlično stanište za brojne biljne i životinjske vrste. Ima i socijalno i estetsko značenje za čovjeka.
Šume u Hrvatskoj, osim onih u nacionalnim parkovima su gospodarske šume i za njih se brine šumarstvo kao značajna gospodarska grana, ali i istoimena primijenjena znanstvena disciplina.
Međunarodni dan šuma obilježava se svake godine 21. ožujka.

## Životinje i biljke
U šumama od listopadnog drveća postoje jasen, hrast, kesten, lipa, grab, javor, breza itd. Grmovi koji su zastupljeni u šumama su lijeska i glog itd. U mješovitim šumama su u nižem gorju uz bukvu zastupljena neka vrste crnogoričnog drveća poput smreke i jele. U višem gorju postoji crnogorična šuma, čije drveće može izgubiti malo vode.
Od životinja zastupljeni su ptice, jelen, vuk, vjeverica, zec itd., od kojih su neke zaštićene.  

## Hrvatske šume u brojkama
U Hrvatskoj šume rastu na 2,5 milijuna hektara i u njima ima trenutno oko 300 milijuna tona drva. Svake godine hrvatske šume proizvedu novih 8 milijuna tona drva, odnosno 5 milijuna tona suhe tvari, odnosno ekvivalent od 2,5 milijuna tona nafte. Pri tome iz atmosfere povuku 2,5 milijuna tona ugljika (vidi efekt staklenika), zadrže preko 17 milijuna tona prašine, a usput proizvedu i oko 5 milijuna tona kisika. Svi ti podaci odnose se na gospodarene šume. Šume prašumske strukture kojima se ne gospodari ne proizvode ništa od toga - one su dovoljne same sebi, samodostatne.
(Prema ŠL  Arhivirana inačica izvorne stranice od 24. studenoga 2011. (Wayback Machine), 1994 s.115 šume godišnje troše 15,5 Mt CO2 iz zraka, stvaraju 31 Mt kisika i zadržavaju 100 Mt prašine i vežu 20 PWh energije(?!) što se čini malo pretjeranim u odnosu na gornje podatke. (parametri: prirast 7,5 Mm3, gustoća 600 kg/m3, top.vr. 3,5 kW/kg))

## Zakon o šumama RH
Iz zakona o šumama Republike Hrvatske:
- Šume i šumska zemljišta dobra su od interesa za Republiku i imaju njezinu osobitu zaštitu.
- Šume i šumska zemljišta su specifično prirodno bogatstvo te s općekorisnim funkcijama šuma predstavljaju posebne prirodne i gospodarske uvjete rada.
- Općekorisne funkcije šuma odražavaju se osobito u zaštiti zemljišta, prometnica i drugih objekata od erozije, bujica i poplava, utjecaju na vodni režim i hidroenergetski sustav; u utjecaju na plodnost zemljišta i poljoprivrednu proizvodnju; u utjecaju na klimu; u zaštiti i unapređivanju čovjekove okoline; u stvaranju kisika i pročišćavanju atmosfere; te utjecaju na ljepotu krajolika te stvaranju povoljnih uvjeta za liječenje, oporavak, odmor i rekreaciju, za razvitak turizma i lovstva i za obranu Republike Hrvatske.

Šumom se prema ovom zakonu, smatra se zemljište obraslo šumskim drvećem u obliku sastojine na površini većoj od 10 ari.

## Osnovni oblici šuma u Hrvatskoj
Već naizgled može se razlikovati nekoliko pojavnih oblika šuma:

### Regularne ili jednodobne šume
Mnoge ljude brine kad prolazeći npr. Slavonijom, vide posječene veće dijelove šume, misleći da su šumari napravili čistinu. U krivu su. Ono što izgleda kao čistina zapravo je mlada šuma, stara tek nekoliko godina. A kad i padne jedan hrast to treba gledati kao na rođenje njih nekoliko tisuća, koji ne mogu živjeti u sjeni svog roditelja i jedva čekaju svoju šansu. Stoga se nekim vrstama drveća naprosto mora gospodariti, šumari kažu na regularan način. Važno je uočiti da se sječa koja izgleda kao čista zapravo događa na razmjerno malim površinama, a na razini gospodarske jedinice ukupna zaliha je unatoč sječi cijelo vrijeme ista ili godinama raste. Kad se pak promotri odrasla šuma lako je uočiti da su sva stabla glavne vrste drveća istih dimenzija, dakle praktički iste starosti. Ponekad ljude zbune manja stabla tzv. podstojne etaže, odnosno sloj grmlja. Oni su zapravo pozitivan element jer osim što poboljšavaju biološku raznolikost dosta jednolike sastojine, tjeraju glavne vrste da rastu u veće visine i čiste ih od suvišnih grana.

### Preborne šume
Drukčija je situacija u goranskim šumama. Tamo se gospodari preborno tako da se svakih nekoliko godina iz šume izdvajaju pojedinačna zrela stabla i tako otvara prostor za rast podmlatka. Bukva i jela su vrste koje omogućuju takav način gospodarenja. Izvana gledano, čovjeku se čini da šuma stalno izgleda jednako, iako se na ovaj način pridobiva približno jednaka količina drva kao i u regularnim šumama. Jasno je da se u ovom obliku mogu uzgajati samo vrste čiji podmladak dobro podnosi zasjenu starih stabala. Jela je posebno poznata kao vrsta koja može i po nekoliko desetaka godina čekati u zasjeni materinskog stabla, da bi potom krenula normalno rasti.

### Mediteranske šume
U probalnom pojasu i otocima rastu šume crnike, mješovite šume crnike i alepskog bora te čiste šume alepskog bora. Iznad 350 m n. v. na otocima i 600 u priobalju alepski bor zamjenjuje dalmatinski crni bor. U submediteranu crniku zamjenjuje hrast medunac koji čini mješovite zajednice s bijelim i crnim grabom.Hrastove šume su uništene, nekontroliranom sječom,brstom i požarima pa su danas to pretežno makije, garizi,šikare i šibljaci.
Krivo je tumačenje kako je alepski bor alohtona vrsta.Južno od Šibenika smatra se autohtonim, a zajednica Querco ilici-Pinetum halepensis čini klimatogenu zajednicu na najsušim i najtoplijim predjelima tog područja Širenje alepskog bora van svojih priodnih staništa je posljedica uništavanja šuma i erozije tla te neobrađivanje poljoprivrednih površina. Alepski bor kao pionirska vrsta ima zadaću sanirati tu površinu, ponovo stvoriti sloj šumskog tla i omogućiti crniki povratak.

### Kulture i plantaže
U Hrvatskoj su gotovo zanemarive i zauzimaju manje od 1% površina. U krajoliku će se primijetiti ili pionirske kulture borova i sličnih vrsta na bujadarama i vrištinama Korduna i Like, ili industrijske plantaže topola u Baranji. Iako podignute s idejom brze proizvodnje drvne mase od toga se odustaje i jedne i druge samo su stadij pripreme terena za ponovno uvođenje autohtonih vrsta i prirodne vegetacije.U budućnosti kulture će imati sve veći značaj za proizvodnju biomase, na taj način očuvat će se biomasa proizvedena u šumama koja je uz listinac neophodna za očuvanje šumskog ekosustava.